# Portada/article juny 28

## Hipòcrates
Hipòcrates de Kos fou un metge de l'antiga Grècia del segle de Pèricles. És considerat una de les figures més destacades de la història de la medicina, i hom s'hi refereix com el "pare de la medicina" en reconeixement de les seves contribucions duradores a aquesta ciència en tant que fundador de l'escola que porta el seu nom. Aquesta escola intel·lectual revolucionà la medicina de l'antiga Grècia, establint-la com una disciplina separada d'altres camps amb els quals se l'havia associat tradicionalment, amb la qual cosa esdevingué una veritable professió.
Tanmateix, els èxits dels escriptors del corpus hipocràtic, els practicants de la medicina hipocràtica i les accions del mateix Hipòcrates solen barrejar-se; per tant, se sap molt poc sobre el que Hipòcrates pensava, escrigué i feu realment.